# ガルシア・ヒメネス
ガルシア・ヒメネス（スペイン語：García Jiménez, 835年 - 885年以降）は、パンプローナ王国の貴族。『ロダ写本』にその名が見える。パンプローナ王ガルシア・イニゲスおよびその息子フォルトゥン・ガルセスのときに共同摂政をつとめた。

## 生涯
ガルシアの出自に関する資料は少なく、また矛盾している。これらの資料に基づき、ガルシアはヒメノ・デ・パンプローナの息子、孫、またはひ孫といわれている。『ロダ写本』は、ガルシアの父について詳しく言及していないにもかかわらず、ガルシアの父称が「ヒメネス」であると記しており、このことがガルシア・ヒメネスがヒメノ・デ・パンプローナの息子であるという説にもつながっている。ただしガルシア・ヒメネスとヒメノ・デ・パンプローナは生年にほぼ100年の差があるため、この説は両者の生存期間に合わない。
最近、新しい中世のイスラム教の文献が出版された後、『ロダ写本』を書写した人物がガルシアという名前の2人の人物を混同したという理論が提唱されたが、両者の姓は異なっている。従来よりガルシア・ヒメネス（時系列的には9世紀半ば）とされている人物のことは、ガルシア・イニゲスと記されており、これはイニゴ・アリスタの息子であるパンプローナ王ガルシア・イニゲスとは別人である。ガルシア・ヒメネスは王国の共同摂政をつとめたと考えられている。
このガルシア・ヒメネス（またはガルシア・イニゲス）は、8世紀前半のソブラルベの伝説的な最初の王ガルシ・ヒメネスの子孫であるという説もあり、他の資料などではガルシア・ヒメネスはガルシ・ヒメネスと結びつけられている。
さらに、ガルシア・ヒメネス（またはガルシア・イニゲス）の弟イニゴ・ヒメネスと、上記のイニゴ・ヒメネス（イニゴ・アリスタの父で母オネカの最初の夫）との間にも混乱が見られる。

## 結婚と子女
子女については若干の記録が残されている。ガルシア・ヒメネスはヒメノ朝の最初のパンプローナ王であるサンチョ・ガルセス1世の父であったという資料があるため、ガルシア・ヒメネスは伝統的にヒメノ朝で判明している最古の人物と見なされてきた。資料によると、ガルシア・ヒメネスは2度結婚した。最初の妻オネカ・レベレ・デ・サングエサとの間に以下の2子が生まれた。
- サンチャ・ガルセス - フォルトゥン・ガルセスの息子イニゴ・フォルトゥネスと結婚、後にアラゴン伯ガリンド2世・アスナーレスと再婚。
- イニゴ・ガルセス

2番目に、ビゴール伯ルプとファクィレナ・ド・ルエルグ（トゥールーズ伯レーモン1世の娘）の娘ダディルディス・デ・パリャースと結婚した。この結婚で以下の子女が生まれた。
- サンチョ・ガルセス1世（860年頃 - 925年） - パンプローナ王
- ヒメノ・ガルセス（931年没） - パンプローナ王